# Beriah Magoffin
Beriah Magoffin (18 de abril de 1815 – 28 de fevereiro de 1885) foi um político dos Estados Unidos e o 21.º governador de Kentucky, exercendo seu mandato durante o início da Guerra Civil. Pessoalmente Magoffin adotou uma posição favorável aos direitos dos Estados, incluindo o direito do estado de separar-se da União. Ele simpatizava com a causa dos confederados. No entanto quando a Assembleia Geral do Kentucky  adotou uma posição de neutralidade na guerra, Magoffin gostou, pois assim pode recusar as chamadas de ajuda dos governos da União e dos confederados.
Em eleições especiais realizadas em junho de 1861, os sindicalistas ganharam nove das dez vagas parlamentares do Kentucky e obtiveram a maioria de dois terços em ambas as câmaras daquele estado. Embora Magoffin seguisse a política de neutralidade o legislativo Unionista não confiava nele e rotineiramente cancelava seu direito de veto. Incapaz de obter a liderança eficaz devido a um legislativo contrário, Magoffin concordou em renunciar como governador em 1862, desde que ele pudesse escolher seu sucessor. O Vice-governador Linn Boyd havia morrido no mandato e Magoffin se recusou a permitir que o presidente do Senado John F. Fisk assumisse como governador. Então Fisk desistiu e o senado do Kentucky aceitou escolha do Magoffin, que era James F. Robinson. Magoffin então renunciou, Robinson asssumiu o cargo de governador e Fisk foi reeleito como Presidente do Senado.
Após a guerra ele encorajou a aceitação da vitória da União e a aprovação da décima terceira emenda. Ele morreu a 28 de fevereiro de 1885. O Condado de Magoffin no Kentucky foi assim nomeado em sua honra.

## Início da vida
Beriah Magoffin nasceu em 18 de abril de 1815 no Condado de Harrodsburg no Kentucky. Filho de Beriah e Magoffin Jane (McAfee), seu pai era um imigrante oriundo do Condado de Down na Irlanda (Reino Unido), e sua mãe era filha de Samuel McAfee, um proeminente pioneiro no então precoce Kentucky.
Magoffin estudou nas escolas comuns de Harrodsburg. Em 1835 graduou-se na universidade Centre College em Danville no Kentucky. Em 1838 formou-se em direito na Universidade da Transilvânia em Lexington no Kentucky. Mais tarde, mudou-se para Jackson no Mississippi, onde ele iniciou sua carreira jurídica. Entre 1838 e 1839 ele exerceu o cargo de Secretário de leitura (presencia a audição de juramentos) para o Senado do estado de Mississippi.
Magoffin voltou para Kentucky em 1839 devido a uma doença. Ele continuou advogando em Harrodsburg e foi nomeado juiz de polícia de Harrodsburg pelo Governador Robert P. Letcher em 1840. Em 21 de abril de 1840, casou-se com Anna Nelson Shelby e tiveram dez filhos. Shelby era neta do ex-governador do Kentucky Isaac Shelby.
Magoffin tornou-se ativo no Partido Democrata, tendo sido eleitor presidencial em 1844, 1848, 1852 e 1856 e delegado à Convenção Nacional Democrata em 1848, 1856, 1860 e 1872. Ele exerceu um mandato no Senado de Kentucky em 1850, mas recusou a nomeação de seu partido para uma vaga na Câmara dos representantes dos EUA em 1851. Em 1855 foi o candidato democrata para a vice-governador na chapa de Beverly L. Clarke, que foi derrotado pelo "Know Nothing" (um movimento político) do candidato Charles S. Morehead.

## Governador de Kentucky
Magoffin foi eleito governador do Kentucky concorrendo com Joshua Fry Bell com vantagem de votos de 76.187 para 67.283, assumindo o cargo em 30 de agosto de 1859. Ele apoiou o states' rights (reserva de poderes políticos dos estados confederados em relação ao governo federal) e a escravidão. Embora ele acreditasse no direito dos Estados de separar-se da União, ele pretendia evitar este resultado através de acordo entre os Estados do Norte e do Sul. Para esse fim ele escreveu uma carta circular aos governadores dos estados escravagistas em 9 de dezembro de 1860 detalhando um plano para salvar a União.
O plano de Magoffin era unir os estados escravagistas em torno de um conjunto de concessões mínimas para ver se o Norte iria aceitá-las como uma alternativa para a guerra. As concessões incluíam uma emenda constitucional que revogasse qualquer lei estadual que interferisse na aplicação da lei do escravo fugitivo, bem como a aprovação de emenda desta lei, que garantisse que qualquer Estado que não devolvesse um escravo fugitivo ou obstruísse seu retorno deveria indenizar o proprietário do escravo; aprovação de uma lei autorizando a extradição de pessoas acusadas em júri popular de incentivar a fuga de escravos; aprovação de uma emenda constitucioanal que garantisse a escravidão em todos os territórios atuais e futuros, ao sul de 36 graus de latitude norte; a aprovação de uma emenda constitucional que garantisse o uso do Rio de Mississippi por todos os Estados;  e finalmente garantir aos estados do sul proteção da legisção escravagista no Senado dos Estados Unidos. Depois que os governadores dos estados escravagistas recusaram o plano do Magoffin, ele endossou o "Compromisso de Crittenden", de autoria de seu colega John J. Crittenden do Kentucky.

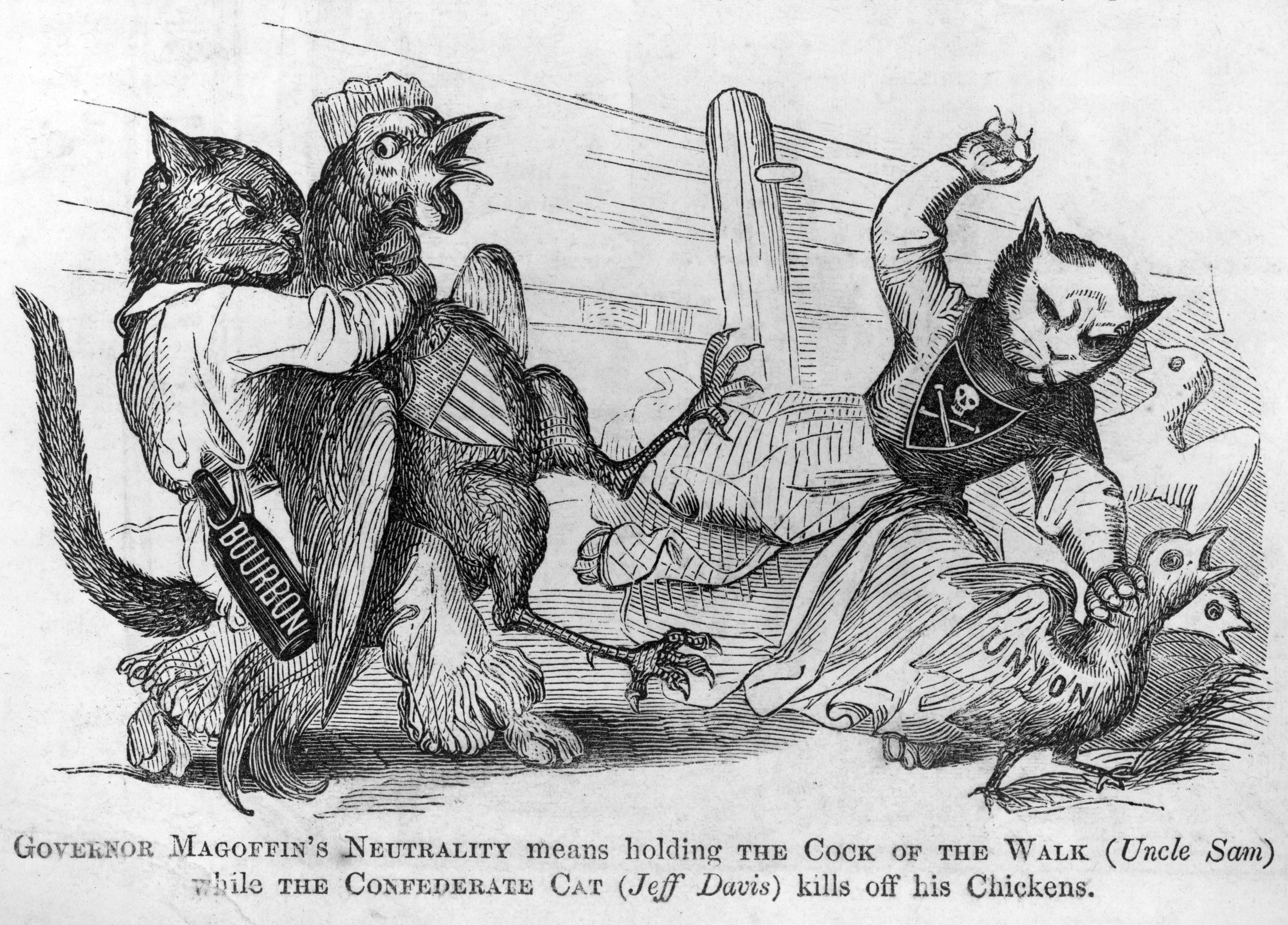
Charge de 1861: "neutralidade do governador Magoffin significa segurar o galo em pé (tio Sam) enquanto o gato confederado (Jeff Davis) mata suas galinhas".

Em Janeiro de 1861 Magoffin convocou o legislativo do estado para uma sessão extraordinária e pediu que se fizesse uma convenção para determinar o curso do Kentucky na Guerra Civil. A maioria unionista no legislativo temia que a votação da Convenção pudesse deixar Kentucky fora da União, consequentemente eles se recusaram a chamar a Convenção. Em resposta a um apelo do presidente Abraham Lincoln por tropas no dia 15 de abril de 1861, Magoffin desafiadoramente declarou por telegrama: "não vou enviar nenhum homem e nem um dólar para o feito perverso de subjugar os meus irmãos dos estados do sul". Entusiasmado pela rejeição de Magoffin ao pedido de Lincoln, o secretário confederado de guerra LeRoy Papa Walker solicitou-lhe tropas de Kentucky para a causa do Sul uma semana mais tarde, Magoffin da mesma forma também recusou.
Magoffin convocou  outra sessão extraordinária do legislativo em maio de 1861. Novamente os legisladores recusaram-se chamar uma Convenção para determinar curso do estado da guerra. Porém, eles aprovaram uma resolução de neutralidade do Kentucky e Magoffin aceitou esta posição em 20 de maio de 1861. No mesmo mês Magoffin enviou uma carta ao Presidente confederado Jefferson Davis pedindo que reconhecesse e honrasse a neutralidade do Kentucky. Em agosto ele enviou uma carta idêntica ao Presidente Lincoln.
Ainda que Magoffin se comprometesse "a acatar a vontade da maioria dos cidadãos de Kentucky" e defender o estado e a Constituição federal, os unionistas no legislativo não confiavam em Magoffin. Nas eleições especiais do estado em junho de 1861, os candidatos unionistas arrebataram nove dos dez distritos congressionais do Kentucky e obtiveram maioria de dois terços em ambas as câmaras da Assembleia Geral. Após isso tornou-se rotina a derrubada de vetos de Magoffin.
No início de setembro de 1861, tropas federais e confederadas  entraram em Kentucky. Magoffin declarou culpa igual de ambos os lados por violarem a neutralidade do Kentucky e exigiu a retirada de ambas as tropas. Uma resolução pedindo a retirada imediata das forças da União e confederados foi derrotada na Assembleia Legislativa. Em vez disso, o legislador aprovou uma resolução solicitando somente aos confederados retirarem suas tropas do estado. Magoffin vetou a resolução, mas seu veto foi derrubado, então ele obedeceu e emitiu a ordem para retirada das tropas confederadas. Em novembro de 1861, uma Convenção self-constituted (poder constituinte) de simpatizantes do Sul reuniu-se em Russellville no Kentucky para formar um governo confederado provisório para o estado. Apesar de suas simpatias com o sul Magoffin denunciou as ações da presente Convenção.
Magoffin e o legislativo continuaram em conflito durante o restante de 1861 e 1862. Eles aceitavam acordo apenas sobre o mais trivial da legislação, como um projeto de lei para permitiu que escolas comuns continuassem suas atividades que haviam sido interrompidas pela eclosão da revolta em 1861. Ele vetou um projeto de lei de perda da cidadania para quem houvesse lutado ou auxiliado a confederação, mas em março de 1862, seu veto ao projeto de lei foi derrubado. Magoffin também foi contra o regime militar do General de Brigada Jeremiah T. Boyle, a quem atribuía violação de direitos civis dos defensores de direitos dos Estados, apesar de ser contra a secessão.
Pedidos legislativos para a demissão do Magoffin começaram em 30 de setembro de 1861. Em 16 de agosto de 1862, Magoffin declarou sua vontade de renunciar como governador, desde que ele pudesse escolher seu sucessor. O Vice-governador Linn Boyd havia morrido no mandato e Magoffin se recusou a permitir que o presidente do Senado John F. Fisk assumisse como governador.. Então Fisk desistiu e o senado do Kentucky aceitou escolha do Magoffin, que era James F. Robinson. Magoffin então renunciou em 18 de agosto de 1862, Robinson assumiu o cargo para o restante do mandato.

## Últimos anos e morte

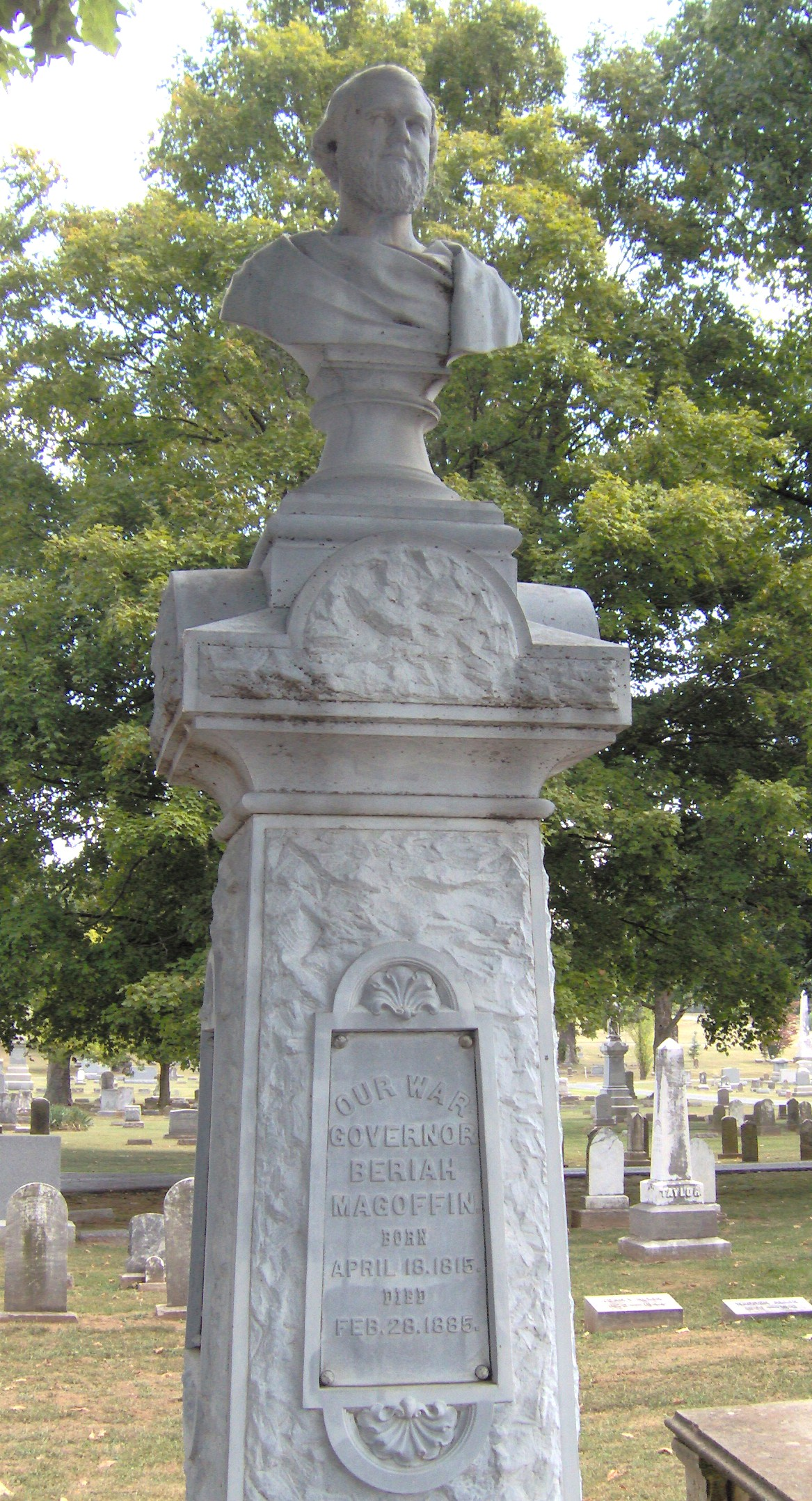
Monumento de Beriah Magoffin em Harrodsburg

Após a guerra Magoffin retornou para advocacia e atividades agrícolas em Harrodsburg. Uma série de empreendimentos imobiliários com especulação de terras perto de Chicago (Illinois) foram bem sucedidas e tornaram-o muito rico. Ele instava seus companheiros de Kentucky para aceitar os resultados da guerra. Ele defendia direitos civis para os negros e pediu a aprovação da décima terceira emenda.
A última passagem pela função pública de Magoffin foi na Câmara dos representantes de Kentucky no Condado de Mercer entre 1867 e 1869. Ele morreu em casa em 28 de fevereiro de 1885 e foi enterrado no cemitério de Spring Hill em Harrodsburg. Em 1900 um monumento foi erguido no cemitério em sua homenagem. O Condado de Magoffin no Kentucky foi criado em 1860 e assim nomeado em sua homenagem.

## Leia também
- Goebel, Robert Wiliam. «Casualty of War : the governorship of Beriah Magoffin, 1859–1862» (PDF). University of Louisville. Consultado em 10 de agosto de 2009
- Jerlene Rose, ed. (2005). «Beriah Magoffin, 1815–1885». Kentucky's Civil War 1861–1865. Clay City, Kentucky: Back Home in Kentucky, Inc. ISBN 0-9769231-2-2

## Fonte da tradução
- Este artigo foi inicialmente traduzido, total ou parcialmente, do artigo da Wikipédia em inglês cujo título é «Beriah Magoffin».